# Homonota rupicola
Homonota rupicola — вид геконоподібних ящірок родини Phyllodactylidae. Ендемік Парагваю. Описаний у 2018 році.

## Поширення і екологія
Homonota rupicola відомий з типової місцевості з гори Педрегал поблизу міста Пірібебай в департаменті Кордильєра, на висоті 289 м над рівнем моря. Це вид живе в сухому тропічному лісі, серед скель.

## Збереження
МСОП класифікує цей вид як такий, що перебуває на межі зникнення. Homonota rupicola загрожує знищення природного середовища.